# Boeing AH-64 Apache
Boeing AH-64 Apache este un elicopter de atac/antitanc modern, utilizat de armata SUA.

## Prototipuri

### AH-64A

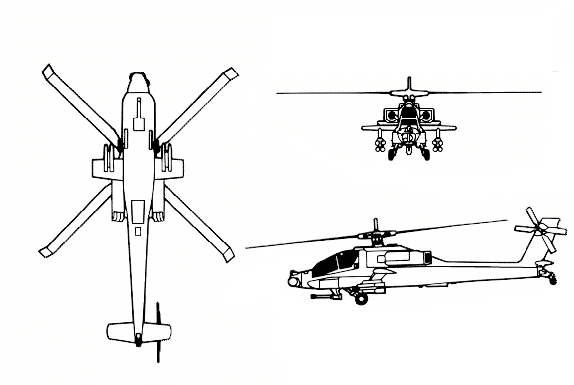
Planul elicopterului Boeing AH-64 Apache

Odată cu disponibilitatea noilor tehnologii, există posibilitatea de a transforma deja extraordinarul Apache într-un elicopter cu capacitate mai mare. Limitările operaționale ale AH-64A au devenit evidente în timpul operațiunii Furtună în Deșert și au reprezentat impulsul necesar dezvoltării unei variante de atac îmbunătățite.

### AH-64B
Încă din primele zile de operare a modelului AH-64A, au existat încercări de a moderniza elicopterul. La mijlocul anilor 1980, McDonnell Douglas a început studiile pe Advanced Apache Plus, care a fost mai târziu denumit, neoficial, „AH-64B“. AH-64B ar fi avut o carlingă redesenată, modernizată cu un nou sistem de control al tragerii, rachete aer-aer Stinger și un tun cu bandă reproiectat (Chain Gun). Destinat exclusiv US Army, programul a fost abandonat înainte de a ajunge prototip construit.

### AH-64D
AH-64D Longbow Apache reprezintă punctul culminant al celui mai important program american pentru elicoptere de atac. Îmbunătățirile care îi sunt aduse în continuare fac din Apache elicopterul de luptă al viitorului, precum și primul elicopter cu armament greu din lume.
Au fost construite șase prototipuri AH-64D, primul zburând pe 15 aprilie 1992 și ultimul pe 4 martie 1994. Inițial, US Army a comandat un total de 232 aparate Longbow Apache nou construite.
Cînd prima dată a intrat în serviciu, Longbow era capabil să detecteze până la 1024 de ținte potențiale. Dintre acestea, 128 puteau fi clasificate, cu prioritate de atac pentru 16 dintre cele care prezentau cel mai mare pericol.

## Specificații

### AH-64D Apache

#### Dimensiuni

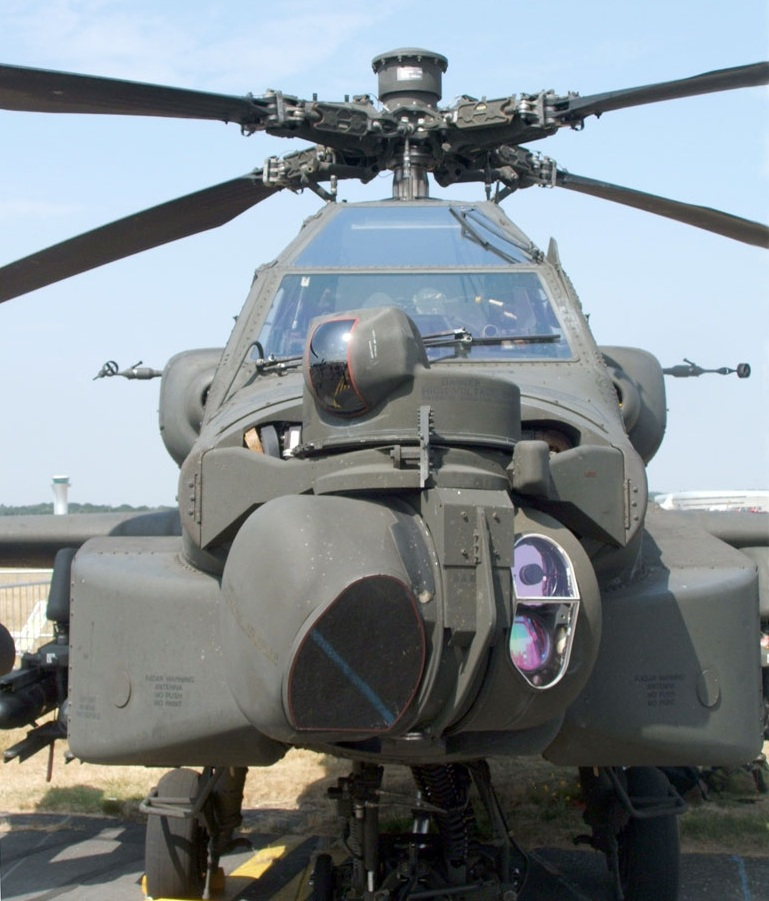
Boeing AH-64D Apache

| Lungime totală, cu rotorul care se învârte:    | 17,73m   |
| Diametrul rotorului principal:                 | 14,63m   |
| Diametrul rotorului din coadă:                 | 2,79m    |
| Înălțime:                                      | 4,05m    |
| Înălțime cu radarul Longbow montat:            | 4,95m    |
| Zona discului rotorului rincipal:              | 168,11m² |
| Zona discului rotorului din coadă:             | 6,13m²   |
| Anvergură:                                     | 5,23m    |
| Anvergură ampenaj orizontal:                   | 3,40m    |
| Ampatament:                                    | 10,59m   |
| Ecartament:                                    | 2,03m    |
| Distanța maximă față de sol (cînd se rotește): | 3,59m    |

#### Performanțe
| Viteza de croazieră:                                            | 273 km/h   |
| Viteza de croazieră, cu radar Longbow:                          | 262 km/h   |
| Viteza maximă de ascensiune la nivelul mării:                   | 803m/minut |
| Viteza maximă de ascensiune la nivelul mării, cu radar Longbow: | 737m/minut |
| Plafonul de zbor (fără efect de sol):                           | 3206m      |
| Plafonul de zbor (fără efect de sol), cu radar Longbow:         | 2889m      |

#### Armament

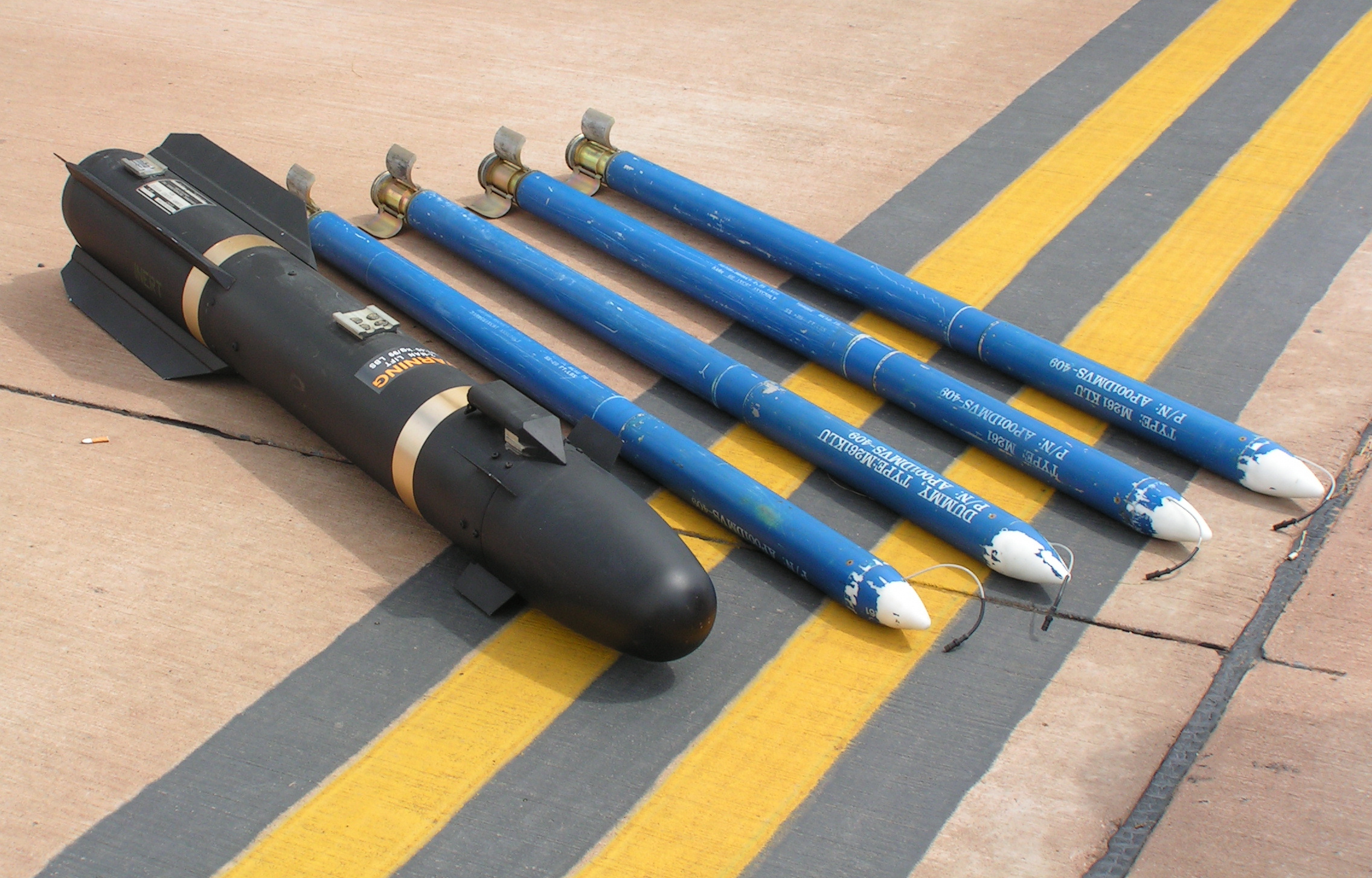
AGM-114 Hellfire şi Hydra

Apache are doar trei opțiuni primare în ceea ce privește armamentul - tunul, rachetele și Hellfire - dar acestea îi oferă echipajului posibilitatea de a alege dintr-o mare varietate de tipuri de ținte și un spectru larg de distanțe de angajare în luptă. Diferitele focoase opționale cresc și mai mult caracterul multilateral al sistemului de armament de pe Apache.

##### Tunul M230E1
Acest tun foarte mobil poate asigura un câmp de tragere în unghi de 11° în sus și 60° în jos față de linia mediană. Această facilitate îi permite elicopterului Apache să vizeze și ținte aeriene.

##### HYDRA 70
Hydra 70 este o rachetă neghidată de 70mm. Pentru utilizarea de pe Apache, aceasta este trasă de pe lansatoare de rachetă cu 19 tuburi de tragere și este disponibilă cu o varietate de focoase.

##### AGM-114 HELLFIRE
Hellfire este o rachetă aer-sol ghidată. Destinată inițial folosirii împotriva țintelor blindate, ea are un efect devastator ca armă de precizie împotriva țintelor mici. Apache transportă AGM-114 încărcate pe lansatoare cu patru rachete.

## Operatori

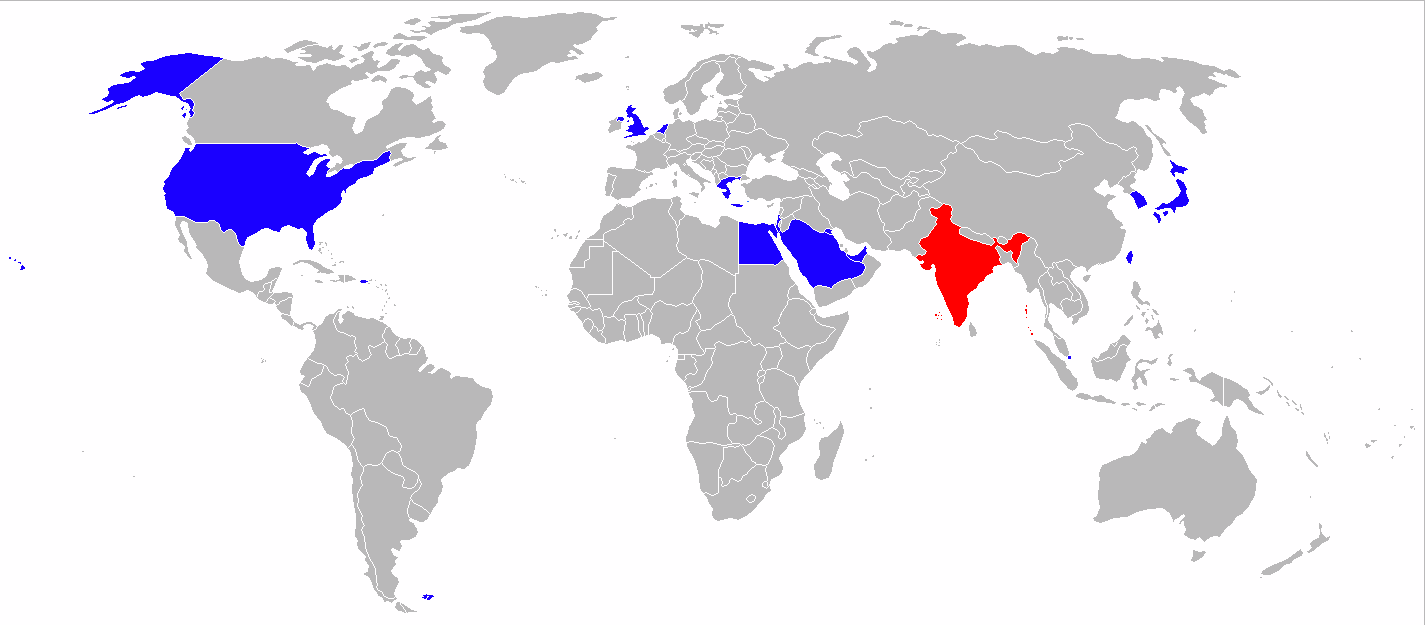
Operatorii din lume a lui AH-64 sunt coloraţi în albastru

- Bahrain - 8 AH-64A.

- Marea Britanie - 66 WAH-64 (2010).

- Japonia (Japan Ground Self-Defense Force) - 13 AH-64D (2015).

- Kuweit (Kuwait Air Force) - 16 AH-64D (2011).

- Olanda (Royal Netherlands Air Force) - 29 AH-64D (2011).

- Taiwan (Republic of China (Taiwan) Army) - 30 AH-64E.

- Grecia (Hellenic Army) - 20 AH-64A și 8 AH-64D își îndeplinesc serviciul din Ianuarie 2011.

- Singapore (Republic of Singapore Air Force) 18 AH-64D sunt în folosință din Ianuarie 2011.

- Israel (Israeli Air Force) 37 AH-64A și 11 AH-64D sunt în exploatare din Ianuarie 2011.

- Arabia Saudită (Royal Saudi Land Forces) au 12 AH-64A care își îndeplinesc serviciul din Ianuarie 2011.

- Egipt (Egyptian Air Force) au avut 36 AH-36A din 1995 pînă în 2005, se presupene că ei le-au modificat în AH-36D.

- Emiratele Arabe Unite (United Arab Emirates Army) - 12 AH-64A și 14 AH-64D își îndeplinesc serviciul din Ianuarie 2011.

- SUA (United States Army) au 727 AH-64 (107 AH-64A și 620 AH-64D) în folosință din Ianuarie 2011.